# 郑州大学第一附属医院
郑州大学第一附属医院，又名郑州大学第一临床学院，简称郑大一附院，原名河南医科大学第一附属医院，是附属于郑州大学的一家三级甲等医院，也是河南省最大的三级甲等医院。郑大一附院设有消化内科、肿瘤科等多个国家级临床重点专科，和食管癌防治国家重点实验室等多个国家级/省级医疗平台。

## 概况
郑州大学第一附属医院设有河医院区、郑东院区、惠济院区、西院区和南院区五个院区，总占地面积738亩。医院设有临床医技科室95个，病区236个，年门诊量690万余人次，年出院病人52万余人次，年手术台数30.5万余台。其中，河医院区占地237亩，建筑面积35万平方米，病区139个，编制床位5000张。郑东院区占地345亩，建筑面积78万平方米，编制3000张床位，病区85个。西院区占地面积56.02亩，建筑面积8.61万平方米，开设15个病区，600张床位。惠济院区占地100亩，建筑面积1.9万平方米，病区12个，编制床位500张。
医院在职职工12,000余人，医疗卫生技术人员11,000余人，其中正高级职称517人，副高级职称677人，中级职称3,047人，具有博士学位的人员1,478人、具硕士学位的2,453人。医院有院士1人、特聘院士18人、长江学者2人、国家杰青2人、千人计划2人、百人计划2人、中原学者3人，享受国务院政府特殊津贴专家22人，省管优秀专家20人，省级厅级学术带头人39人，创新人才2人。河南省唯一的临床医学博士后流动站、临床医学一级学科博士授权点、临床医学一级学科硕士授权点均设在该院。
2014年，医院住院人数达31万人次，年门诊量400万余人次，营收超75亿人民币，不仅是全国规模最大的综合性医院，也被媒体称为“全球最大医院”。时任院长阚全程介绍，郑大一附院住院病人中，农村病人占72%，大多数都是从基层医院转诊过来的重症病人。

## 历史
郑州大学第一附属医院前身为1928年成立的国立河南大学医学院附设医院。1958年，医院从开封迁至郑州，并更名为河南医学院第一附属医院。1985年更名为河南医科大学第一附属医院。2000年，河南医科大学并入郑州大学，医院更名为郑州大学第一附属医院。
2016年12月，原郑州大学第四附属医院并入，并设立为惠济院区。
2021年7月20日晚，受暴雨影响，河医院区停电，心电监护和备用电池全部耗完，急救科室请求支援。21日下午开始进行全员转院工作，其中600多名重症病人优先转院，至7月22日已完成全部11,350名患者的转院工作。
2021年9月3日，河南省省立医院改由郑大一附院全面接管，郑大一附院副院长苟建军任院长。同时，河南省省立医院成为郑州大学第一附属医院南院区。
2024年7月16日，西院区开诊，其定位为“大门诊、小病房、强急救”的综合诊疗院区。至此，郑大一附院正式形成“一院五区”的发展格局。

## 荣誉
先后获得全国“百佳医院”、 国家级“爱婴医院”、“全国医院管理年先进单位”、“全国文明单位”等荣誉。

## 交通
| 医学院 | 医学院                | 医学院                | 医学院                | 医学院                |
| 编号   | 路线                  | 路线                  | 路线                  | 备注                  |
| ------ | --------------------- | --------------------- | --------------------- | --------------------- |
| 34     | 通达路西四环          | ⇆                     | 火车站北港湾          |                       |
| 35     | 已于2023年11月2日停办 | 已于2023年11月2日停办 | 已于2023年11月2日停办 | 已于2023年11月2日停办 |
| G37    | 兴国路公交站          | ⇆                     | 会展中心              |                       |
| 49     | 京广路南四环北        | ⇆                     | 医学院                |                       |
| G52    | 东风南路商都路        | ⇆                     | 长江西路西三环        |                       |
| G63    | 八卦庙公交站          | ⇆                     | 中州大道农业路        |                       |
| 76     | 已于2023年9月4日停办  | 已于2023年9月4日停办  | 已于2023年9月4日停办  | 已于2023年9月4日停办  |
| 79     | 杓袁公交站            | ⇆                     | 碧沙岗                |                       |
| 103    | 已于2023年9月13日停办 | 已于2023年9月13日停办 | 已于2023年9月13日停办 | 已于2023年9月13日停办 |
| 104    | 紫荆山金水路西        | ⇆                     | 建设路国棉六厂        | 曾为无轨电车          |
| 108    | 已于2023年9月11日停办 | 已于2023年9月11日停办 | 已于2023年9月11日停办 | 已于2023年9月11日停办 |
| 109    | 已于2023年9月16日停办 | 已于2023年9月16日停办 | 已于2023年9月16日停办 | 已于2023年9月16日停办 |
| 111    | 百荣世贸商城北门      | ⇆                     | 昆仑路陇海路          |                       |
| 211    | 已于2023年9月24日停办 | 已于2023年9月24日停办 | 已于2023年9月24日停办 | 已于2023年9月24日停办 |
| 277    | 文和路蓝佩路          | ⇆                     | 医学院                |                       |
| 302    | 张河村                | ⇆                     | 建设路国棉六厂        |                       |
| 916    | 郑州东站              | ⇆                     | 紫荆山金水路东        |                       |
| G919   | 郑州东站              | ⇆                     | 西三环中原路          |                       |
| Y13    | 郑州东站              | ⇆                     | 医学院                | 夜间服务              |
| Y19    | 三十里铺西            | ⇆                     | 火车站北港湾          | 夜间服务              |
| Y21    | 佛岗村公交站          | ⇆                     | 紫荆山人民路          | 夜间服务              |
| Y22    | 中原路西三环          | ⇆                     | 紫荆山金水路西        | 夜间服务              |

| 郑东新区郑大一附院 | 郑东新区郑大一附院 | 郑东新区郑大一附院 | 郑东新区郑大一附院 | 郑东新区郑大一附院 |
| 编号               | 路线               | 路线               | 路线               | 备注               |
| ------------------ | ------------------ | ------------------ | ------------------ | ------------------ |
| 195                | 紫荆山金水路西     | ⇆                  | 郑东新区郑大一附院 |                    |
| 262                | 八堡汽配城         | ⇆                  | 郑州东站           |                    |
| 276                | 杨槐公交站         | ⇆                  | 郑东新区郑大一附院 |                    |
| S132               | 郑州东站           | ⇆                  | 龙泽东路龙沄路     |                    |
| S137               | 河南牧业经济学院   | ⇆                  | 郑东新区郑大一附院 |                    |
| S138               | 商都路十里铺       | ⇆                  | 郑东新区郑大一附院 |                    |

| 江山路国基路 | 江山路国基路          | 江山路国基路          | 江山路国基路          | 江山路国基路          |
| 编号         | 路线                  | 路线                  | 路线                  | 备注                  |
| ------------ | --------------------- | --------------------- | --------------------- | --------------------- |
| 18           | 文化路北三环          | ⇆                     | 黄河风景名胜区        |                       |
| G78          | 森林湖公交站          | ⇆                     | 航海路中州大道        |                       |
| 91           | 毛庄蔬菜批发市场      | ⇆                     | 火车站北港湾          |                       |
| B23          | 综合投资区            | ⇆                     | 建设路西三环          |                       |
| B37          | 已于2023年9月21日停办 | 已于2023年9月21日停办 | 已于2023年9月21日停办 | 已于2023年9月21日停办 |
| B38          | 北三环沙口路          | ⇆                     | 郑州东站              | 原163路               |
| S157         | 银河街公交站          | ⇆                     | 省广播电视中心        |                       |
| Y8           | 省体育中心            | ⇆                     | 火车站北港湾          | 夜间服务              |
| Y25          | 国基路公交站          | ⇆                     | 淮河路电器厂          | 夜间服务              |
| 游16         | 黄河文化公园          | ⇆                     | 火车站北港湾          |                       |